# Херне
Херне (њем. Herne) град је у њемачкој савезној држави Северна Рајна-Вестфалија. Посједује регионалну шифру (AGS) 5916000, NUTS (DEA55) и LOCODE (DE HEE) код. Налази се између градова Бохум и Гелзенкирхен.
Град је настао као последица отварања рудника угља 1860. Крајем 2007. имао је око 170.000 становника.

## Географија
Град се налази на надморској висини од 65 метара. Површина општине износи 51,4 .

## Становништво
У самом граду је, према процјени из 2010. године, живјело 122.632 становника. Просјечна густина становништва износи 2.385 становника/.